# Aeroportul Tagbilaran
Aeroportul Tagbilaran (IATA: TAG, ICAO: RPVT) este un aeroport din Central Visayas⁠(d), Filipine ce deservește zona Tagbilaran⁠(d). Aeroportul a fost tranzitat în 2015 de 776.434 de pasageri. A fost numit după zona deservită.
Situat la o altitudine de 12 m, aeroportul dispune de 1 pistă. Este operat de Civil Aviation Authority of the Philippines⁠(d).

## Infrastructură

### Piste
Aeroportul dispune de o singură pistă. Pista are orientarea 01/06. 